# فلم اجتماعي
الفيلم الاجتماعي هو نوع من أنواع الأفلام التفاعلية الذي يقدم عبر وسائل التواصل الاجتماعي، ينشرو يدمج رقميا في الشبكات الاجتماعية مثل فيسبوك وقوقل، ويجمع بين خصائص المقطع المرئي والعاب الشبكات الاجتماعية ووسائل التواصل الاجتماعي.

## العناصر الرئيسية
الفيلم الاجتماعي هو ظاهرة حديثة لكن في المقابل يوجد لصياغتها بعض الطرق السابقة، يحتوي هذا الوسيط على عناصر معينة يمكن تحديدها بـ:
-الترفية العفوي
-وسائل التواصل الاجتماعي
-محتوى ينتجه المستخدم
-تقنيات الألعاب
باستخدام مزيج من هذه العناصر، يجذب الفيلم الاجتماعي المشاهدين للتفاعل معه سواء كان عبر التفاعل بوسائل التواصل مثل التعليقات أو التصنيفات أو الإضافة مباشرة للسرد نفسه.
يعتمد توزيع الفيلم الاجتماعي على مدى انتشاره على وسائل التواصل الاجتماعية، مثلما تنتشر الصور والتعليقات التفاعلية«الميم»، وهذا يستند إلى نموذج حلقات التوسع، بحيث يستفيد المشاهد من مشاركة التطبيق مع الأصدقاء، ومن خلال مضاعفة المشاهدات تتم مشاركة التطبيق.

## تاريخه
أول فيلم اجتماعي«هو وهي وهم» انتجه وأصدره استديو مرمر في أبريل 2011, وتم نشره حصريا على فيسبوك والترويج له على انه أول فيلم فيسبوك، يتكون الفيلم من مقطع فديو قصير وشرائح عرض تفاعلية، ودمج معه واجهة الفيسبوك الاجتماعية.
شارك فيها المستخدمون عبر إضافة نصوص على القصة التي يمكن عرضها للاصدقاء فقط على صفحاتهم الشخصية.
وهناك امثلة أخرى للفيلم الاجتماعي مثل:
الفتاة الوحيدة 15, الذي استخدم المشاركات على اليوتيوب لإنشاء سلسلة فديوهات تفاعلية حول شخصية خيالية. ومشروع Imagin8ion لرون هاورد
كان صورة استخدمت كأساس لفيلم قصير.
في يوليو لعام 2011 تم التعاون بين شركتي انتل وتوشيبا لإنشاء أول تجربة لفيلم اجتماعي في هوليوود، وهو فيلم الاثارة «الداخل» إخراج دانيل حون كارسو وبطولة ايمي روسم، الفيلم تم توزيعة على منصات مختلفه مثل الفيسبوك ويوتيوب وتويتر وتم تحدي الجمهور على مشاعدة شخصية ايمي روسم، كرستينا، على الخروج بأمان من الغرفة التي حوصرت بها. هذا الشكل بالتحديد من الأفلام الاجتماعية هو مهم وكبير بحيث انه يجمع بين أنشطة وسائل التواصل الاجتماعي وموهبة التمثيل لإحداث تجربة فعلية للمستخدم.
على الرغم من ان هوليوود قد جربت فكرة الأفلام التفاعلية التي يصدرها الجمهور، لكن الفيلم الاجتماعي ليس نفس الفكرة تماما.
من الأفلام التي انتجتها هوليوود: الحياة في يوم لـ رادلي سكوت وهو فيلم بنمط وثائقي والذي سعى جاهدا ليكون أكبر فيلم وثائقي مصدره الجمهور تم إنشاؤه على الإطلاق.
وفي أغسطس 2012 تعاونت شركتي انتل وتوشيبا مرة أخرى وانشأو فيلم الجمال الداخلي، من إخراج دريك دوريموس وبطولة ماري اليزابيث وينستيد وتوبر غريس، وكان أول فيلم اجتماعي لهوليوود الذي يعطي كل شخص من الجمهور لـ لعب دور اليكس «الدور الرئيسي».
هذه التجربة ستكون مقسمة على 6 حلقات مصورة يتخللها وقت فعلي لرواية القصة التي ستكون على حساب اليكس على الفيسبوك.
في أغسطس 2013 اطلقت شركتا انتل وتوشيبا فيلمهم الثالث «القوة الداخلية» اخرجه ويل سبيك وجوش جوردن وبطولة هارفي كيتل، أنالي تيبتون، وكريج روبرتس، وكان فيلم هوليوود الأول الذي يطلب من المشاهدين الأداء اما للمساعدة في حماية أو تدمير العالم. هذه التجربة تم تقسيمها على ست حلقات مصورة من إنشاء المستخدم ورواية القصة التفاعلية تكون على حساب الشخصية الأساسية على فيسبوك.
في عام 2015 تعاونت شركتا انتل ودل للفيلم الرابع «مالذي يعيش في الداخل» اخرجه روبرت سترومبرغ وبطولة كولين هانكس وكاثرين أوهارا وجوناثان سيمونز، وتم اطلاق أول اربع حلقات على موقع هولو في 25 مارس 2015.